# Факел Социализма
Фа́кел Социали́зма — посёлок в Поспелихинском районе Алтайского края России. Административный центр Красноалтайского сельсовета.

## История
Основан в 1920 году. В 1928 году коммуна Заря Пахаря состояла из 34 хозяйств, основное население — русские. В административном отношении входила в состав Поспелихинского сельсовета Поспелихинского района Рубцовского округа Сибирского края. В 1934 году коммуна была преобразована в колхоз «Факел Социализма».

## Население
| 1926 | 1997 | 1998 | 1999 | 2000 | 2001 | 2002 | 2003 | 2004 | 2005 |
| ---- | ---- | ---- | ---- | ---- | ---- | ---- | ---- | ---- | ---- |
| 119  | ↗681 | ↗692 | ↘678 | ↘661 | ↘627 | ↘617 | ↘614 | ↗615 | ↘595 |
| 2006 | 2007 | 2008 | 2009 | 2010 | 2011 | 2012 | 2013 | 2014 |      |
| ↗596 | ↗603 | ↗605 | ↗614 | ↘565 | ↘562 | ↘560 | ↗564 | →564 |      |

Национальный состав
Согласно результатам переписи 2002 года, в национальной структуре населения русские составляли 95 %.